# George Cove
George Cove est un inventeur canadien, connu principalement pour ses machines de production d'électricité solaire.

## Biographie

### Famille
George Cove nait à Amherst, en Nouvelle-Écosse, en 1863 ou 1864. Son père Joseph Cove a breveté de nombreux appareils mécaniques. Sa mère, Ann, est également née en Nouvelle-Écosse et ses parents étaient irlandais.

### Inventions
En 1904-1905, Cove développe un « générateur d'électricité solaire », qu'il expose au Metropole Building à Halifax, en Nouvelle-Écosse,. Cet appareil attire les investisseurs américains, et une usine destinée à développer davantage d'appareils est planifiée à Somerville, dans le Massachusetts. 
En 1906, Cove dépose un brevet pour un dispositif de capture de l'énergie marémotrice. Il remporte une médaille d'or du gouvernement canadien pour son modèle de machine et son projet d'exploitation des marées de la baie de Fundy. En 1909-1910, Cove possède un atelier à New York au 118 Maiden Lane pour fabriquer des générateurs d'électricité solaire. Sa société,la Sun Electric Generator Corporation, basée à New York, est capitalisée à hauteur de 5 millions de dollars américains, soit environ 160 millions de dollars américains au cours actuel. En 1909, Cove est kidnappé, et on lui offre 25 000 $ et une maison pour arrêter de promouvoir ses appareils. Il refuse et est relâché au zoo du Bronx,. Cove accuse un ancien investisseur, Frederick W. Huestis, d'avoir organisé l'enlèvement. Après l'enlèvement, son entreprise ferme ses portes.
Bien que certain doute subsistent quant à la réelle efficacité de son invention, le kidnapping de George Cove pourrait avoir eu un impact sur le retard de la démocratisation de cette nouvelle technologie.

### Prison
En 1911, Cove est condamné à un an de prison pour fraude sur les transactions boursières.

## Réputation et mémoire
On se demande si Cove aurait vraiment inventé le panneau photovoltaïque 40 ans avant les Laboratoires Bell en 1950 ou s'il était un charlatan.